# مهرآباد (خنج)
مهرآباد نام یکی از روستاهای استان فارس، در واقع شهرستان خنج می‌باشد. این روستا در راه فرعی لار به خنج واقع می‌باشده است.
آب چاهایش نیمه شیرین، محصولاتش غلات و خرما است.